# Manuel Meler
Manuel Meler Urchaga (Barcelona, 16 de febrero de 1922-Ibid., 9 de enero de 2006) fue un abogado, empresario, diplomático y dirigente deportivo español.
Dirigió la Compañía General de Tabacos de Filipinas durante veinte años y ha sido uno de los presidentes más longevos de la historia del RCD Espanyol de Barcelona, con doce años (1970-1982) en el cargo. Fue también vicepresidente de la Real Federación Española de Fútbol, de la que fue directivo dieciséis años.
Existe un estadio de fútbol con su nombre, el campo municipal Manuel Meler, donde juega sus partidos como local la Sociedad Deportiva Borja, dicho club también tiene un torneo con el nombre Manuel Meler, que se juega en pretemporada.

## Biografía
Profesionalmente, Manuel Meler fue abogado y empresario. Fue presidente y director general de la Compañía General de Tabacos de Filipinas durante dos décadas, de 1969 a 1989. Fue también el primer Cónsul General Honorario de la República de Indonesia en Cataluña -con sede en Barcelona-, cargo que asumió en enero de 1971 y desempeñó durante 32 años.
Su vinculación con el RCD Espanyol se inició en los años 1930, como jugador de la Peña Saprisa, por entonces filial espanyolista. Posteriormente, fue miembro de la junta directiva del club, bajo la presidencia de Juan Vilá Reyes. Cuando este renunció al cargo, en 1969, Meler entró como vicepresidente de la junta gestora encabezada por José Fuster. Además, ese mismo año fue elegido miembro de la junta directiva de la Real Federación Española de Fútbol, donde permaneció hasta 1985, llegando a ocupar la vicepresidencia.
Al término de la temporada 1969/70 encabezó la única candidatura que se presentó a las elecciones del club. El 15 de julio de 1970, la asamblea de socios compromisarios le eligió por aclamación como nuevo presidente del RCD Espanyol, en un momento en que el club vivía una precaria situación económica, tras haber sufrido dos descensos a Segunda División. En este sentido, una de sus primeras medidas fue suprimir algunas secciones de la entidad, como la de atletismo. No obstante, también impulsó el crecimiento de la entidad, creando la Agrupación de Veteranos del club, así como los torneos Ciutat de Barcelona, disputado cada verano por el RCD Espanyol y Nostra Catalunya, con la participación de los mejores equipos catalanes de la temporada.
A pesar de las limitaciones económicas, Meler centró gran parte de sus esfuerzos en la política de fichajes. Bajo su mandato llegaron al club futbolistas emblemáticos, como Rafa Marañón, Carlos Caszely, Fernando Molinos, Javier Urruticoechea o John Lauridsen. Y, sobre todo, su presidencia se caracterizó por la presencia de jugadores paraguayos, como Ortiz Aquino, Osorio, Cino, 'Gato' Fernández, Aifuch o Morel.
Durante los doce años que Meler permaneció en el cargo, el RCD Espanyol se mantuvo siempre en Primera División. La temporada 1972/73 firmó la mejor campaña liguera de su historia, luchando por conquistar el título hasta las últimas jornadas del campeonato, aunque finalmente quedó tercero, una clasificación no superada hasta la fecha. Este tercer puesto permitió al club debutar en la Copa de la UEFA, competición europea que los periquitos disputaron en dos ocasiones durante la presidencia de Meler (1973-74 y 1976-77).
Bajo el mandato de Manuel Meler, el RCD Espanyol celebró su 75.º aniversario en 1975 y las Bodas de Oro del Sarriá, en 1973. El estadio espanyolista vivió importantes obras de ampliación de la mano de Meler: completó la grada sur, construyó la nueva tribuna superior y la lateral y remodeló la tribuna inferior, el gol norte, los vestuarios y las oficinas del club. Todo ello permitió que el estadio espanyolista fuera sede de los partidos del Mundial 1982.
Meler, muy ligado a Oriente, como presidente la Compañía de Tabacos de Filipinas y Cónsul de la República de Indonesia, impulsó varias giras del RCD Espanyol en Sureste asiático. Además, en 1971, el club perico fue el primer equipo español en jugar un partido en la Unión Soviética.
En 1977 fue reelegido por unanimidad, y se mantuvo en la presidencia hasta que motivos de salud le obligaron a renunciar, en 1982. Hasta entonces, ningún presidente del RCD Espanyol había logrado mantenerse doce años consecutivos en el cargo, aunque 28 años después Daniel Sánchez Llibre superaría el récord de longevidad de Meler.
Tras dejar el cargo, Manuel Meler siguió vinculado a la vida del club, participando activamente en las asambleas y en los distintos actos sociales y de las peñas. Conocido por su talante conciliador, ejerció de mediador en momentos de crisis internas y luchas por el poder. Llegó incluso a presentarse a las elecciones de 1989, cuando el equipo había descendido, nuevamente, a Segunda. En las urnas, obtuvo el 27 % de los votos, superando a Pablo Ornaque (18 %) y Abel Hernández (14 %), pero por detrás del vencedor, Juli Pardo (41 %).
En los últimos años de su vida fue nombrado presidente del Senado del RCD Espanyol -órgano asesor de la junta directiva- y recibió múltiples distinciones honoríficas del club: socio de Honor, socio de Mérito y socio de Oro, así como presidente de honor de la Agrupación de Veteranos.
Más allá del deporte, a lo largo de su vida también recibió otros múltiples reconocimientos, como el de Infanzón de Aragón, la Gran Cruz al Mérito Civil o la Medalla de Plata al Mérito en el Trabajo.
Falleció la madrugada del 9 de enero de 2006, a los 83 años de edad, en su domicilio de Barcelona.